# Brookesia vadoni
Espèce
Statut de conservation UICN

 VU B1ab(iii) : Vulnérable
Statut CITES
Brookesia vadoni est une espèce de sauriens de la famille des Chamaeleonidae.

## Répartition
Cette espèce est endémique de Madagascar. Elle se rencontre dans la vallée de la rivière Iaraka.

## Description
Ce caméléon nain est de petite taille, diurne, et vit au sol ou sur les branches basses des forêts.

## Étymologie
Cette espèce est nommée en l'honneur de Jean Pierre Léopold Vadon (1904–1970).

## Publication originale
- Brygoo & Domergue, 1968 : Description d'un nouveau Brookesia de Madagascar B. vadoni n.sp. (Chaméléonidés). Bulletin du Muséum national d'Histoire naturelle, Paris, vol. 40, no 4, p. 677-682.